# Gamla Ullevi
Gamla Ullevi è un impianto sportivo multifunzione svedese che si trova a Göteborg.
La sua denominazione è per certi versi ingannevole, poiché il "Vecchio Ullevi" è in realtà più moderno e recente rispetto al vicino "Nuovo Ullevi". Il motivo è dato dal fatto che l'attuale Gamla Ullevi, costruito tra il 2007 e il 2009, ha mantenuto il nome del precedente impianto che sorgeva su quell'area sin dal 1916.
Oggi lo stadio ospita le partite casalinghe di tre squadre calcistiche maschili (IFK Göteborg, GAIS e Örgryte IS), ma è anche lo stadio della Nazionale femminile. La sua costruzione è stata circondata da polemiche riguardanti il costo del progetto, gli standard presumibilmente bassi dello stadio finito, e il nome dello stadio.

## Storia

### Fatti antecedenti
Le tre squadre della cosiddetta '"Alleanza di Göteborg" (Göteborgsalliansen), GAIS, IFK Göteborg e Örgryte IS, giocarono la maggior parte delle loro partite nel vecchio Gamla Ullevi, dalla sua inaugurazione nel 1916 fino all'apertura del nuovo stadio Ullevi, nel 1958, in occasione del mondiale dello stesso anno. A partire da quell'anno le partite furono giocate nel grande stadio con una capacità di oltre 40 000 spettatori, ma con il calo di spettatori degli anni ottanta e novanta, le tre squadre tornarono a giocare al Gamla Ullevi in seguito a una ristrutturazione nel 1992.
Ma giocare in uno stadio costruito quasi cento anni prima non era ideale, poiché privo di servizi, sicurezza, architettura, e i pali delle terrazze oscuravano la visibilità degli spettatori. Proposte per la modernizzazione di entrambi gli stadi Ullevi, o la costruzione di un nuovo stadio, furono rivelate nell'aprile del 2002. Quattro diversi progetti furono presentati, uno per la costruzione di tribune mobili sui lati corti del campo, due per il rinnovo e l'espansione del Gamla Ullevi e uno per la demolizione del vecchio stadio per fare posto a un nuovo impianto sullo stesso terreno.
Altre proposte nel 2002 e 2003 includevano la costruzione di un nuovo stadio a Mölndal, poco distante da Göteborg, al posto del vecchio stadio Valhalla IP, situato tra l'Ullevi e lo Scandinavium. Una terza proposta proponeva la demolizione del Gamla Ullevi per spostare nuovamente le attività calcistiche nel grande Ullevi, che sarebbe stato ricostruito come una cupola, con un campo rotabile.
Un altro progetto presentato nel 2005 proponeva un grande complesso sportivo sui terreni del Valhalla IP, avente uno stadio calcistico da 28 000 posti, uno stadio da hockey da 12 000 posti, e altri edifici come ristoranti e pub. Il costo calcolato era di 700 milioni di SEK (82 milioni di euro), e il complesso sarebbe stato di proprietà dei tre club calcistici e della più importante squadra di hockey cittadina, il Frölunda HC.

### La decisione
Il progetto che venne deciso di utilizzare fu quello di demolire il vecchio Gamla Ullevi per fare posto a un nuovo stadio sulle sue fondamenta. Il commissario municipale Göran Johansson presentò il suo progetto per il nuovo stadio al posto del Gamla Ullevi, e l'idea di renderlo lo stadio per la nazionale femminile, al gruppo Higabgruppen, e all'inizio del 2005, l'architetto Lars Iwdal ricevette dal gruppo compito di presentare il primo bozzetto dello stadio. Lars Iwdal in un'intervista ha dichiarato:
L'alleanza di Göteborg tenne proprio il meeting annuale il 6 aprile 2005, decidendo di sostenere il progetto, e il 9 aprile il consiglio comunale di Göteborg ha organizzato una conferenza stampa per mostrare il progetto al pubblico. Il nuovo stadio, ispirato tra gli altri dall'NRGi Park di Aarhus, dall'Aalborg Stadion di Aalborg e soprattutto dal Brøndby Stadion di Copenaghen, doveva avere una capacità di circa 16-18 000 spettatori con angoli aperti, il costo era previsto per 180 milioni di SEK (21 milioni di €) per lo stadio e 240 milioni di SEK (28 milioni di €) includendo anche le aree commerciali attorno ad esso.

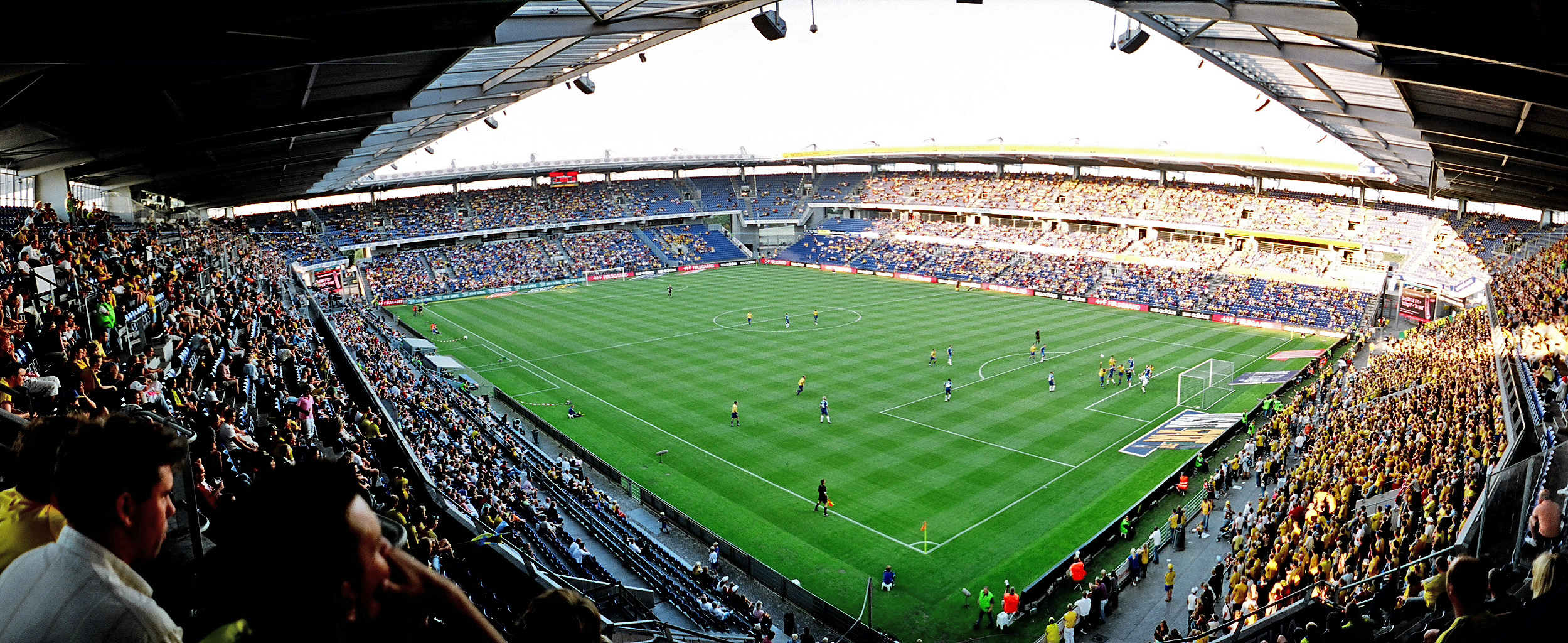
Brøndby Stadion di Copenaghen durante un match. È stata la principale fonte di ispirazione per il Gamla Ullevi.

Il dibattito sui media a seguito della conferenza fu principalmente riguardante le curve aperte, se il terreno dovesse essere in erba sintetica o meno, e su quale avrebbe dovuto essere il nome dello stadio. Il Higabgruppen era riluttante sul chiudere le curve, a causa dello stretto budget e dei possibili problemi alla crescita del manto erboso naturale nel caso questo fosse stato scelto. Il progetto originale prevedeva di demolire il Gamla Ullevi alla fine della stagione 2005, e di aprire il nuovo impianto all'inizio della stagione 2007, ma il progetto fu ritardato e lo stadio non venne demolito nel 2005.
Invece i nuovi piani prevedevano la demolizione del vecchio stadio pochi giorni prima della fine della stagione 2006, il 1º ottobre, ma nuovamente la burocrazia pospose l'inizio dei lavori e la demolizione dello stadio avvenne alcuni mesi più tardi, il 9 gennaio 2007. Questo ha anche ritardato la costruzione che doveva essere terminata all'inizio della stagione 2008, in aprile, ma la tabella di marcia indicava che lo stadio non sarebbe stato completato fino all'autunno del 2008, probabilmente a settembre o ottobre. Visto che la stagione calcistica svedese si conclude alla fine di ottobre o agli inizi di novembre, è stato deciso che le partite rimanenti non sarebbero state giocate nel nuovo stadio, e che l'apertura ufficiale sarebbe avvenuta all'inizio della stagione 2009.

### Costruzione

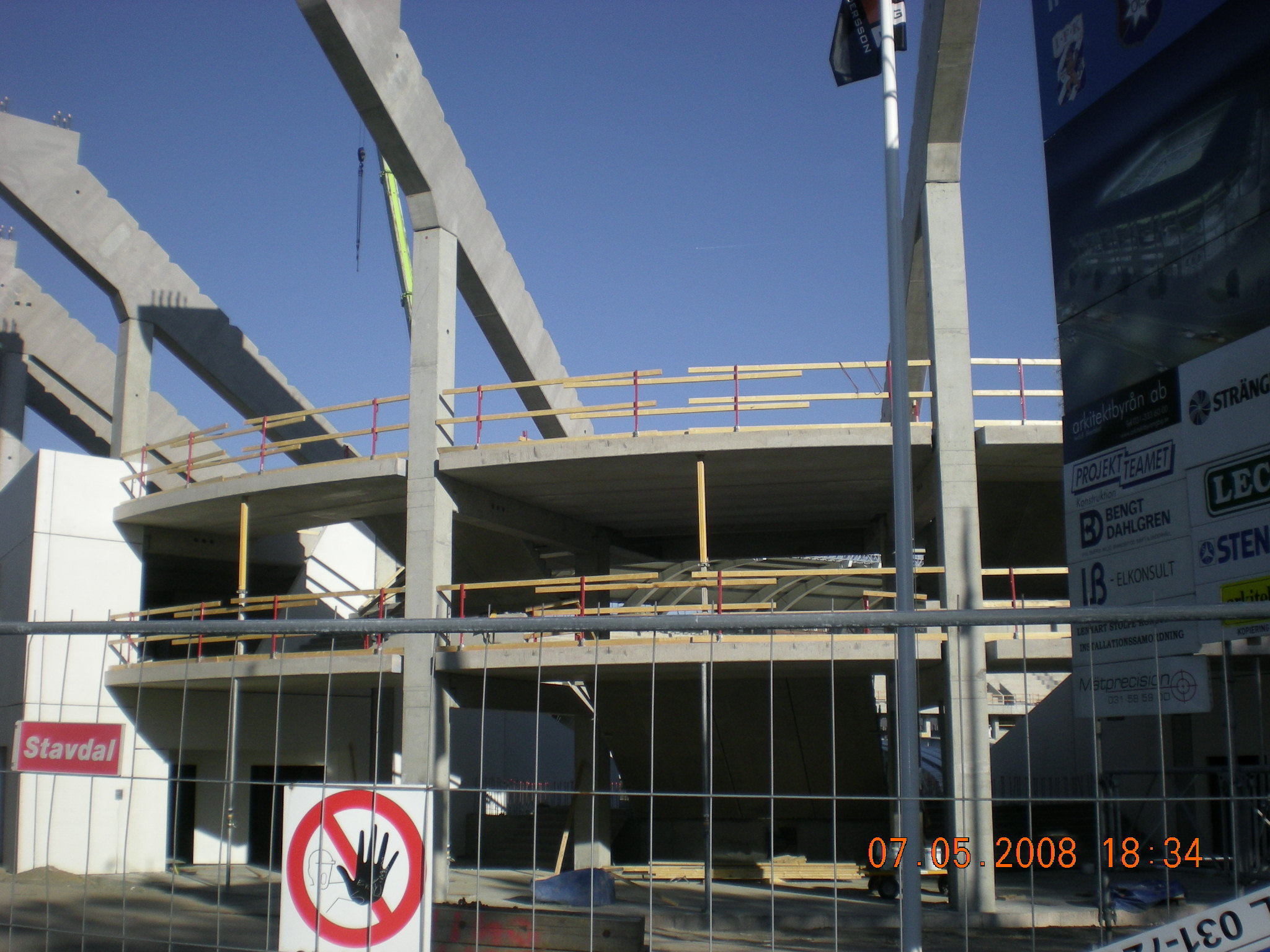
Lo stadio in costruzione nel maggio 2008.

Il progetto finale dello stadio e relative strutture furono presentate nel dicembre 2006, con numerosi miglioramenti rispetto ai progetti presentati nel 2005. Il budget totale di 240 milioni di SEK (28 milioni di €), a detta di molti stretto, fu aumentato a 270 milioni di SEK (31,5 milioni di €), di cui molti aggiunti per la chiusura delle curve. Il progetto originale presentava una capacità di 17 800, di cui 14 000 a sedere. Inoltre l'impianto era pianificato per contenere due grandi schermi TV, 2,500 m² di spazi commerciali e un'area di 900 m² divisa in diciotto box provati.
Non è presente il tetto retrattile, solo una copertura delle tribune, poiché il costo solo per quello sarebbe ammontato a circa 300 milioni di SEK (35 milioni di €), più del costo programmato per l'intero stadio un sé, ma vi è la possibilità di una costruzione futura. Il nuovo Gamla Ullevi ha un terreno in erba naturale, come richiesto per poter ospitare le partite del campionato europeo di calcio Under-21 2009. Con un tetto retrattile, sarebbe possibile cambiare la superficie in erba sintetica in futuro. Ci sono inoltre preoccupazioni sul fatto che l'erba naturale possa avere problemi ci crescita per la chiusura delle curve, che impedisce a vento e sole di raggiungere il terreno di gioco.
Durante la costruzione due delle squadre che prima giocavano all'interno del Gamla Ullevi, GAIS e IFK Göteborg, disputarono le loro partite nel più grande Ullevi, mentre la terza squadra dell'Alleanza, l'Örgryte IS ha giocato nel Valhalla IP. Inizialmente la partita inaugurale dello stadio si sarebbe dovuta disputare tra una squadra formata da giocatori delle tre squadre dell'Alleanza, così come accaduto alla riapertura del Gamla Ullevi nel 1992, e la nazionale svedese, oppure un importante club europeo. Successivamente fu proposto di fare giocare la nazionale femminile nella partita di apertura, mentre quella composta da giocatori dell'Alleanza in un secondo match. Il Gamla Ullevi è il secondo stadio di serie maggiore costruito a partire dal 1966, dopo l'apertura della Borås Arena nel 2008.

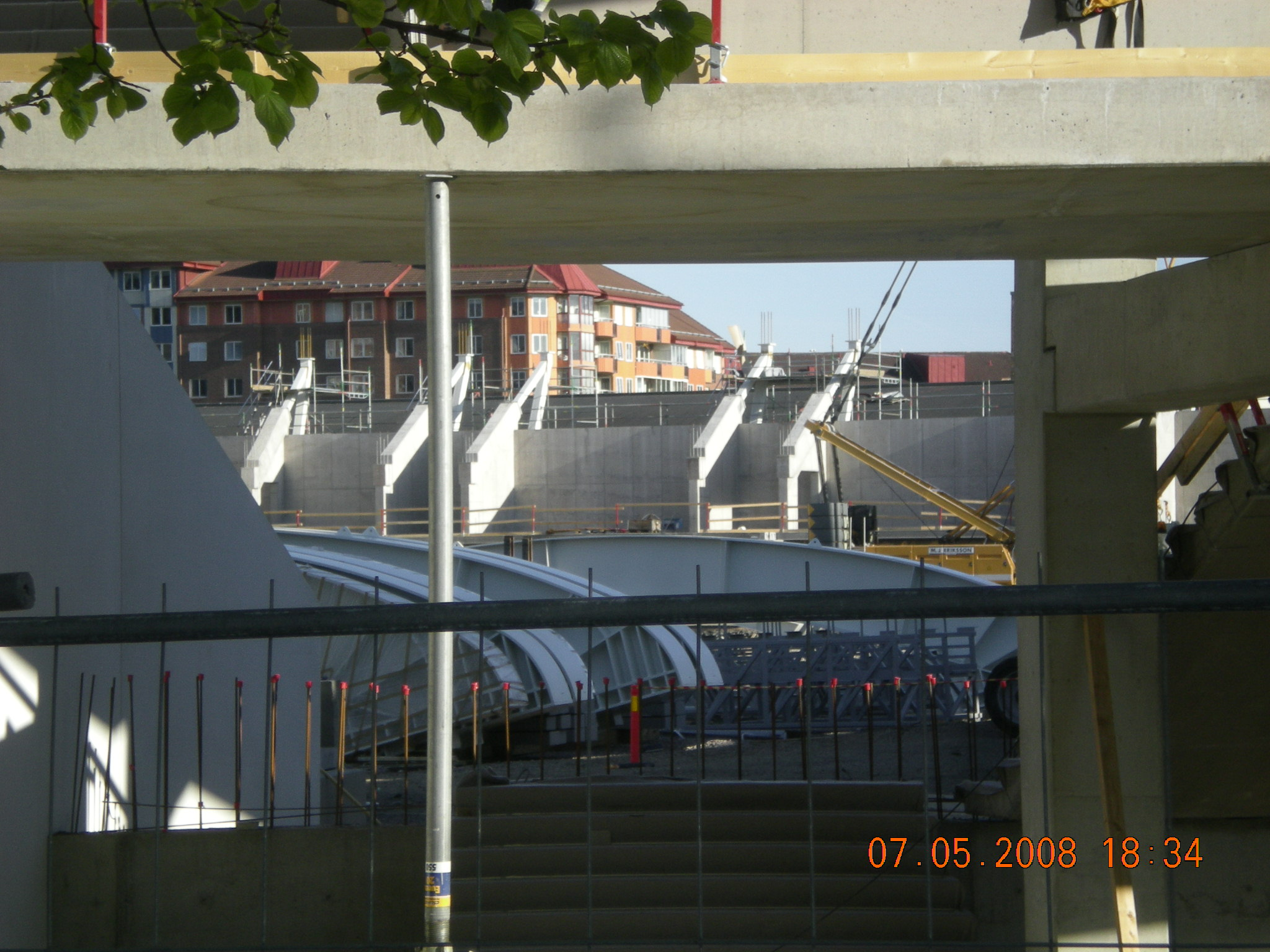
La copertura dello stadio in fase di costruzione.

La costruzione proseguì come pianificato, e i lavori sulle fondamenta finirono nel 2008, dal capo progetto Jan-Åke Johansson del Higabgruppen. Egli ha anche dichiarato che la struttura e il tetto sarebbero stati completati per l'agosto 2008, ad eccezione della curva a sud-ovest, che sarebbe rimasta aperta ancora per un lasso di tempo per consentire il transito all'interno dello stadio dei veicoli e mezzi, e a quel punto sarebbero rimasti solo i lavori interni. Il costo calcolato per l'impianto salì a 335 milioni di SEK (39 milioni di €), escludendo le aree commerciali. Comparato con i 180 milioni di SEK del progetto originale, il costo era salito dell'86%.
Alcune delle specifiche originali furono cambiate con il tempo, e l'area dedicata ai diciotto box privati passò da 900 m² a 1.100 m², con l'aggiunta di nove nuovi box. Anche la capacità cambiò, come scoperto durante l'installazione dei seggiolini, di colore verde chiaro e giallo (una decisione discutibili dati i colori delle tre squadre che vi giocheranno), dove altri 1 000 potevano essere installati, portando così la capacità a 18 800 spettatori. Non ci furono ulteriori complicanze durante i lavori, il cui termine era previsto per il 30 novembre 2008.
L'ispezione finale e la posa del terreno di gioco iniziarono il 4 dicembre dello stesso anno, e gli unici lavori rimanenti riguardavano l'arredo dei locali commerciali e altri spazi. Il 13-14 dicembre le squadre dell'Alleanza organizzarono un weekend di "open-day" per mostrare l'impianto ai tifosi. Il match di apertura non era ancora stato deciso, ma le opzioni si erano drasticamente ridotte, dopo che il direttore sportivo dell'IFK, Håkan Mild, aveva escluso la possibilità di un match tra i giocatori dell'Alleanza e un importante club europeo e il piano di far giocare la nazionale femminile era stato scartato. Alla fine la partita inaugurale fu decisa per il derby tra Örgryte IS e GAIS, nella prima giornata dell'Allsvenskan 2009, dopo una richiesta formale alla federcalcio svedese da parte delle due società per far sì che venisse giocato proprio nella prima giornata.

### Nome

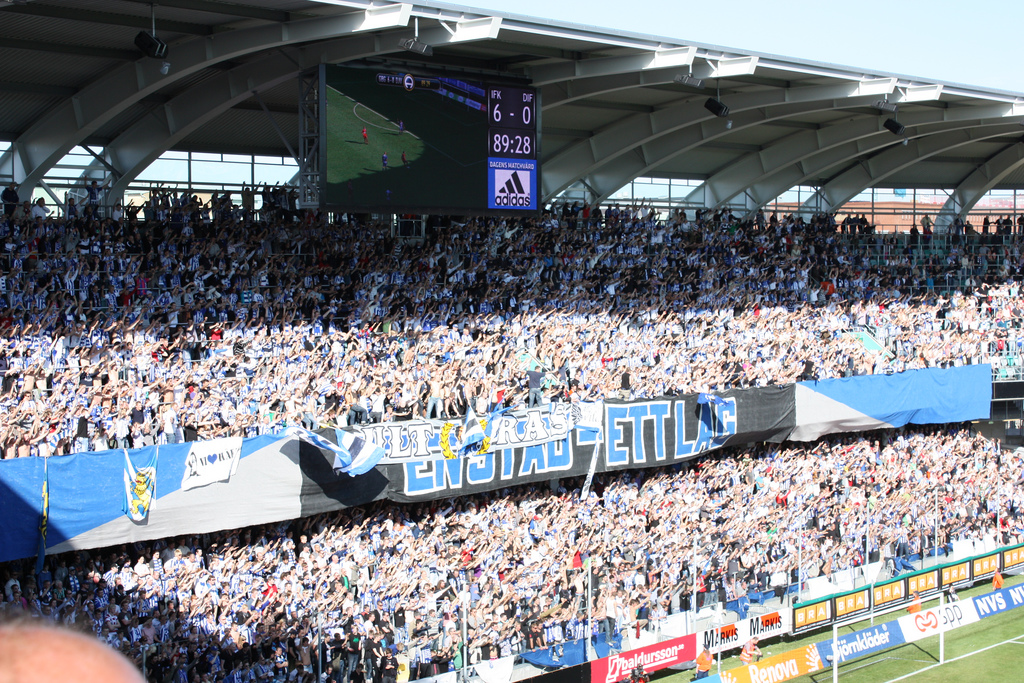
Una delle curve, durante un match dell'IFK

Il nome usato nella prima conferenza stampa fu Nya Gamla Ullevi (Nuovo Vecchio Ullevi), giocando sul nome dei due stadi della città, Gamla Ullevi e Nya Ullevi, ma venne anche detto che era un nome temporaneo, e che preferibilmente il nome finale dello stadio non avrebbe incluso la parola "Ullevi", poiché avrebbe creato confusione. Il costruttore, l'Higabgruppen, usò un altro nome per il progetto, "Fotbollsarenan" (L'arena del calcio). Un primo nome discusso fu Gunna Grens Arena, in onore di Gunnar Gren, uno dei migliori calciatori nella storia del calcio svedese, che giocò per tutti e tre le squadre dell'Alleanza, e che già aveva una statua a suo nome all'esterno del vecchio stadio. Altre proposte furono Victoria Arena e Gothia Arena, ma le squadre erano anche disposte a vendere il nome dello stadio ad una compagnia, per ottenere incassi extra.
Un'altra alternativa di cui si è discusso e che aveva ottenuto il supporto di molti, tra cui i politici di entrambe le fazioni, era quella di evitare di chiamare il nuovo stadio Ullevi, e rinominarlo in qualcosa che possibilmente includesse "Göteborg", "Gothia" o "Gothenburg" nel nome. L'8 settembre 2008 la decisione finale del nome dello stadio venne data a Sture Allén, membro e segretario dell'Accademia Svedese ed ex professore di linguistica computazionale, in collaborazione con il comitato cittadino per la rinomina. La loro decisione venne presentata il 1º ottobre 2008, e supportava l'idea di chiamare il nuovo stadio Gamla Ullevi, come lo stadio precedentemente edificato un quel punto. Il nome proposto fu approvato dal comitato esecutivo municipale il 15 ottobre 2008. È stato inoltre presentato un progetto per vendere il nome delle quattro tribune a quattro compagnie.
Il nome Ullevi in sé si compone di due parti. La prima parte del nome "Ulle-", genitivo di Ullr (in svedese: Ull o Uller), che è uno degli Æsir, dei mitologici norvegesi, associato ad attività come sci, caccia e giustizia, tutte correlate in qualche maniera con lo sport. La seconda parte del nome, "-vi", è un termine generico usato in svedese per indicare luoghi che si riferiscono a uno sepolcro, un luogo sacro o una Thing. Il nome significa quindi "sepolcro di Ullr". Un altro grande stadio scandinavo prendere il nome da Ullr, lo stadio nazionale della Norvegia, l'Ullevaal.

## Controversie
L'intero processo di costruzione, incluso il design e i costi dello stadio sono stati fortemente criticati sia dai tifosi, che dai media e dall'opposizione politica a Göteborg. I punti di criticismo includevano il grande mistero e la fretta riguardanti le decisioni, la mancanza di visioni sul budget e l'eccessivo coinvolgimento della politica. Altri riguardavano il perché dell'aumento di budget per la chiusura delle curve, mentre altri punti non furono mai discussi.
Un esperto di calcio ed editore del giornale calcistico Offside, Mattias Göransson, ha chiamato lo stadio una "costruzione amatoriale", che porterà a futuri conflitti, menzionando tra le altre cose la mancanza di ristoranti, spazi per uffici e parcheggi. Anders Almgren, presidente della più grande associazione dei tifosi a Göteborg, Supporterklubben Änglarna, che supporta l'IFK, ha scritto in un quotidiano:

## Affluenza media
| Stagione | IFK Göteborg | GAIS  | Örgryte IS | BK Häcken |
| -------- | ------------ | ----- | ---------- | --------- |
| 2009     | 13.813       | 5.687 | 4.939      | -         |
| 2010     | 10.489       | 4.666 | 2.264      | -         |
| 2011     | 10.849       | 5.933 | 1.496      | -         |
| 2012     | 10.493       | 4.783 | 2.422      | -         |
| 2013     | 11.598       | 3.335 | 2.682      | -         |
| 2014     | 10.739       | 3.384 | -          | 2.820     |